# Oratorio di San Filippo (Palermo)
L'Oratorio di San Filippo Neri è un edificio di culto appartenente alla Congregazione dell'Oratorio di San Filippo Neri ed è ubicato in Piazza Olivella, sul sito della primitiva casa e chiesa di Santa Rosalia, a mezzogiorno rispetto alla chiesa di Sant'Ignazio all'Olivella a Palermo.

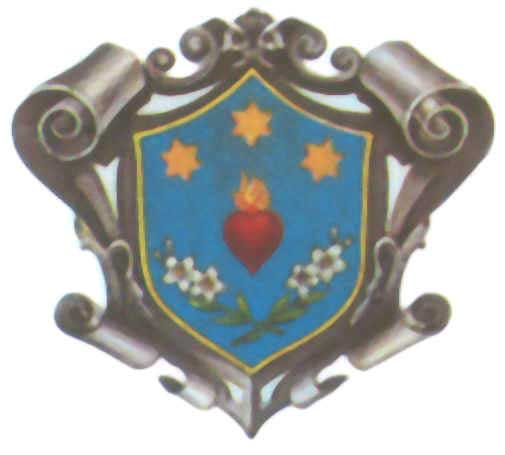
Lo stemma della Congregazione dell'Oratorio.

## Storia
L'Oratorio di San Filippo fu costruito nel 1769 sotto la direzione dell'architetto Giuseppe Venanzio Marvuglia come edificio neoclassico. Struttura dalle linee sobrie e severe, pur imperando ancora la tarda architettura barocca e rococò.

## Esterno
Prospetto anteriore e varco d'accesso protetto da cancellata in ferro battuto.
La facciata aggettante con smussi laterali in pietra d'intaglio è divisa da semplici pilastri - paraste sormontati da capitelli corinzi. L'architrave del varco centrale è sormontato da timpano ad arco arricchito dalla scultura d'angelo con stemma e putto adiacente, manufatto marmoreo opera dello scultore settecentesco Filippo Pennino, Allo stesso autore sono riferite le statue in gesso ai lati delle volute a ricciolo sul cornicione del primo ordine, e verosimilmente i due altorilievi laterali raffiguranti putti musici e cantori.
Nel secondo ordine una finestra a lunettone chiusa da un timpano triangolare, all'interno è inscritto uno stemma festonato della congregazione. Chiudono la prospettiva quattro vasotti fiammati collocati alla base degli spioventi del timpano e un basamento decorato su cui spicca la croce apicale in ferro battuto.

## Interno
L'interno ad aula è caratterizzato da un vestibolo sormontato da palco sorretto da sei colonnine in marmo grigio, il tutto decorato nel tipico stile classicista con lesene e ghirlande color oro. La volta a botte è strutturata da cassette di diverse dimensioni.
Il colonnato costituito da otto fusti con pregevoli capitelli corinzi in marmo bianco che formano due peristili.
Palco per la musica sorretto da otto colonne doriche poste in duplice fila.
Una pala d'altare ovale raffigurante Maria Vergine col Bambino e San Filippo Neri del pittore Pietro Martorana inserita in una cornice - scultura Gloria di angeli di Ignazio Marabitti del 1775.
L'altare, rivestito in pietre semipreziose, custodisce alcune reliquie di San Feliciano.